# Militäramphitheater von Aquincum

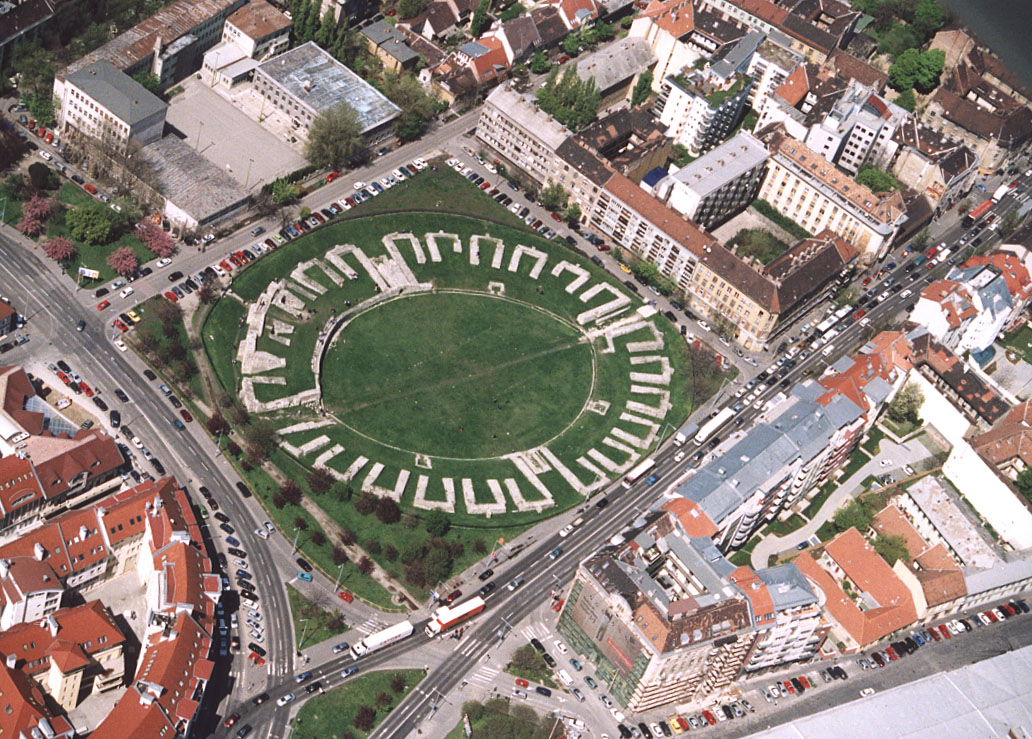
Luftbild der konservierten Grundmauern des Militäramphitheaters

Lage des Militäramphitheaters am Südrand der canabae

Das Militäramphitheater von Aquincum ist ein antikes Amphitheater in der römischen Stadt Aquincum, dem heutigen Budapest. Vermutlich im 2. Jahrhundert n. Chr. errichtet, wurde es in der Spätantike zur Festung umgebaut und auch im Mittelalter als solche genutzt. Während der sogenannten Ungarischen Landnahme, als die Magyaren in das heutige Ungarn einwanderten, diente der Bau dem magyarischen Sakralkönig als Residenz. Anschließend geriet der Bau in Vergessenheit und wurde erst in den 1930er und 1940er Jahren wieder archäologisch freigelegt. Heute sind die Grundmauern konserviert und als Freianlage zugänglich.

## Lage
Aquincum war eine Doppelstadt, die aus einem Legionslager, einer sich um dieses herum erstreckenden Zivilistensiedlung (canabae) und einer zweiten Zivilsiedlung weiter nördlich (der sogenannten „Zivilstadt“) bestand. Das Militäramphitheater befand sich ganz im Süden dieses Siedlungsareals, am Südende der canabae. Zur Abgrenzung von einem zweiten, kleineren Amphitheater, das sich nördlich der Zivilstadt befand (siehe Amphitheater der Zivilstadt von Aquincum), wird das Bauwerk etwas unpräzise als „Militäramphitheater“ bezeichnet.

## Beschreibung

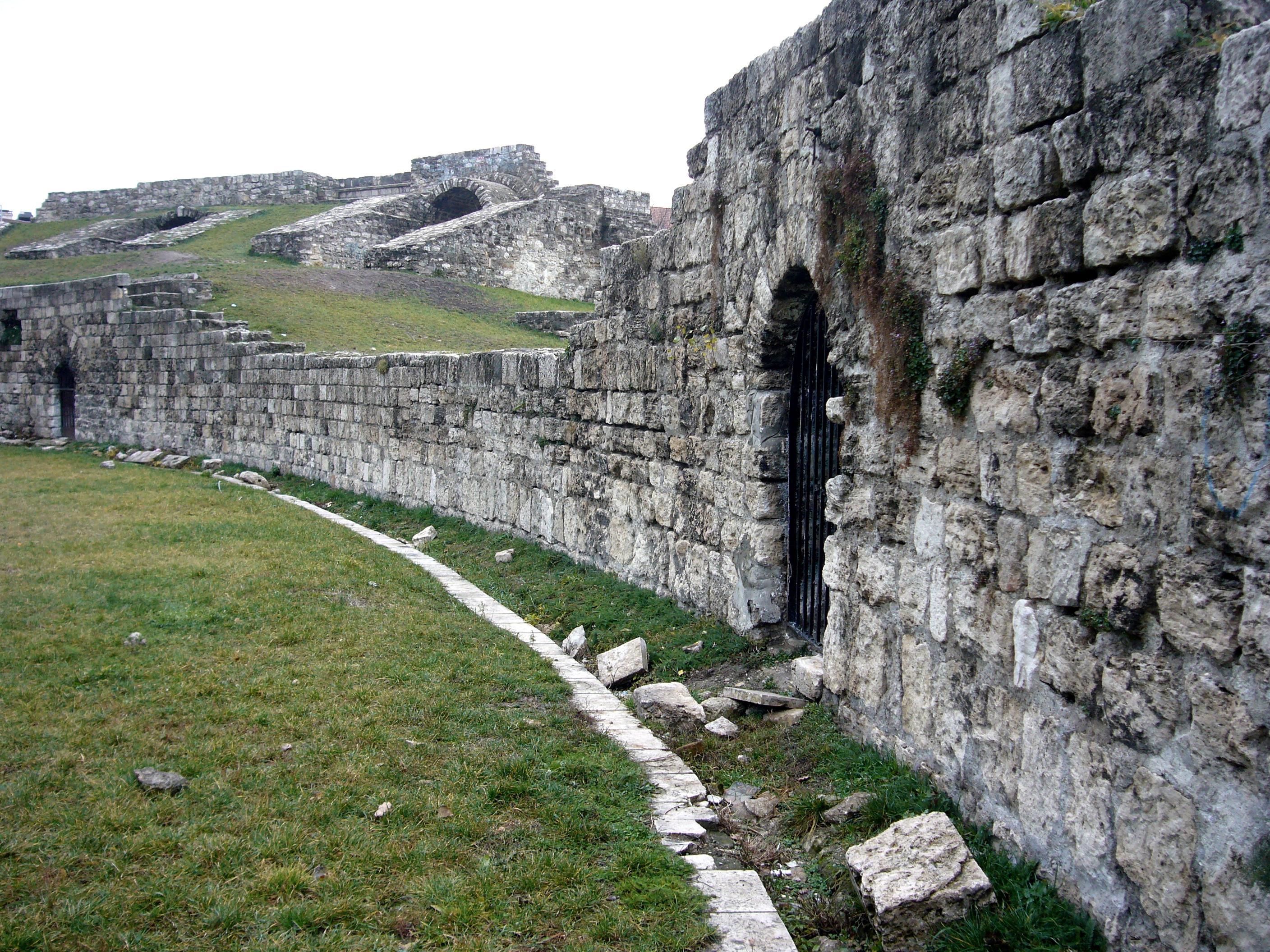
Innenansicht der Tribüne, im Vordergrund eine der eingelassenen Nischen für Kämpfer oder Tierpfleger, im Hintergrund links die Reste zweier Treppenhäuser, die zu den Zuschauerrängen führten

Das Amphitheater hatte die typische ovale Form, die solche Bauwerke in der Regel aufwiesen. Der Bau bestand aus einer äußeren und einer inneren Steinmauer, deren Zwischenraum mit Erde aufgeschüttet war. Die Innenmauer war ursprünglich möglicherweise um die vier Meter hoch, von denen noch bis zu zweieinhalb Meter erhalten sind. Die äußere Mauer war entsprechend höher. Die Anlage misst 131,9 Meter mal 108,4 Meter. Es wird geschätzt, dass sie ursprünglich 12.000 bis 13.000 Zuschauer aufnehmen konnte.
In der Mitte der Tribüne befindet sich die Arena, die Freifläche, auf der die Schaukämpfe stattfanden. Das Amphitheater weist auf vier Seiten Eingänge in die Arena für die Kämpfer und Tiere auf, wobei die Eingänge im Westen und im Osten Tierkäfige enthielten. 20 weitere Eingänge führten zu den Tribünen. In die Innenmauer waren Nischen eingelassen, die vielleicht ebenfalls als Tierkäfige dienten oder als Aufenthaltsräume der Tierpfleger während der Kämpfe. Bei der Nische im Osten wurde ein Altar für die Schicksalsgöttin Nemesis gefunden – ob sich ihr Schrein dort befand oder anderswo am Amphitheater, ist aber nicht sicher. Die Arena war mit einem unterirdischen Wasserleitungsnetzwerk ausgestattet, durch das sie geflutet werden konnte.

## Entstehung und Nutzung

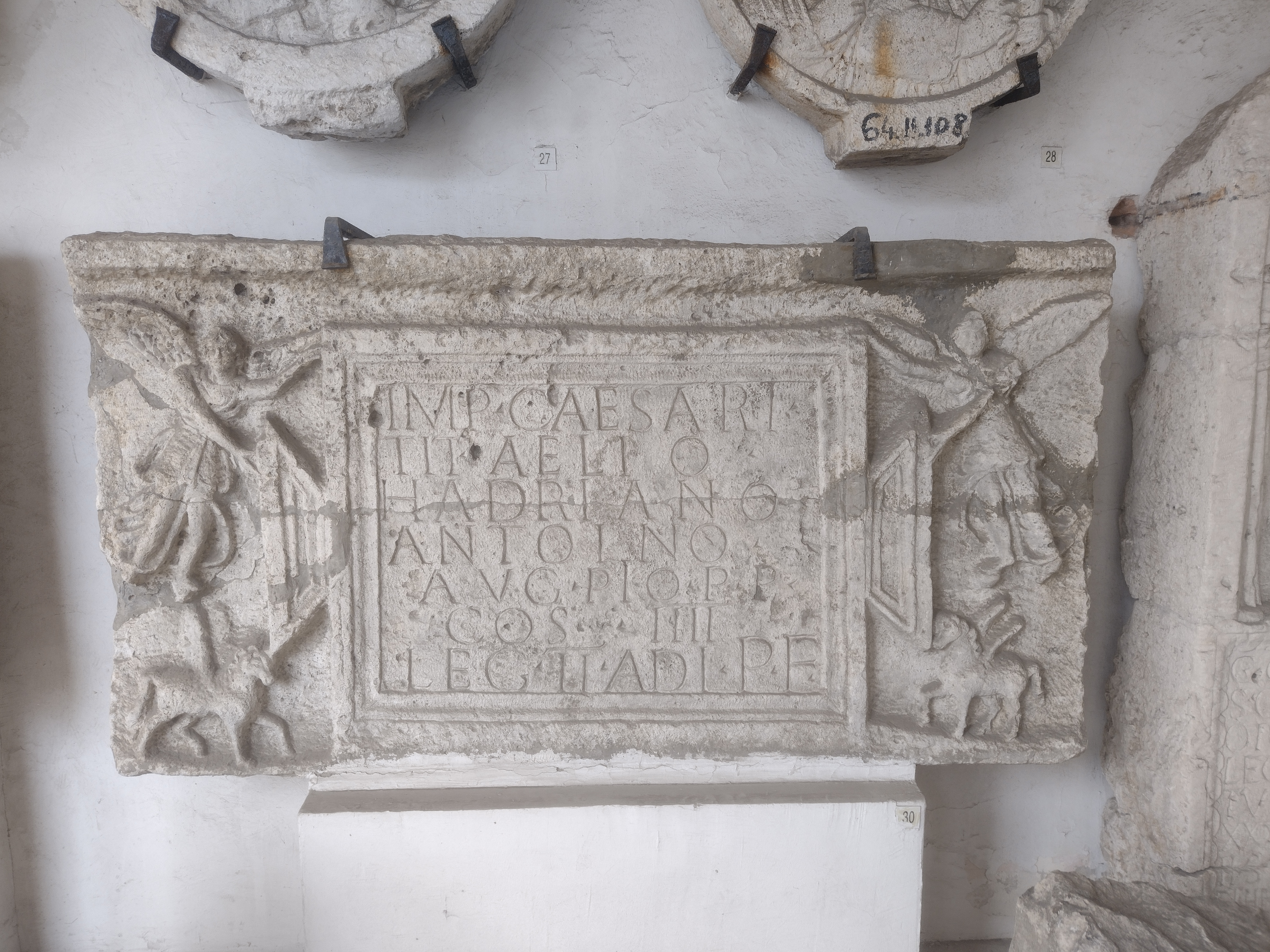
In der Umgebung gefundene Bauinschrift, die sich möglicherweise auf das Amphitheater bezieht, heute im Aquincum Museum

Neben dem Eingang zum Amphitheater wurde eine Bauinschrift gefunden, die die Legio II Adiutrix als Ausführende eines Bauprojekts nennt. Diese Legion war die Stammbesatzung von Aquincum. Weiter heißt es, dass sie das Bauwerk dem Kaiser Antoninus Pius weiht, der von 138 bis 161 n. Chr. regierte. In der Forschung ist umstritten, ob sich die Inschrift wirklich auf das Amphitheater bezieht oder auf ein anderes nahegelegenes Bauwerk, das seit der Antike zerstört wurde. Sollte sich der Text tatsächlich auf das Militäramphitheater beziehen, wäre dieses in der Regierungszeit des Antoninus Pius, also in der Mitte des 2. Jahrhunderts, entstanden oder zumindest ausgebaut worden.
Amphitheater dienten in der Antike einer Bandbreite an Gladiatorenkämpfen und Tierhatzen. Im Falle des Militäramphitheaters wird außerdem vermutet, dass die in Aquincum stationierten Legionäre dort auch Paraden und Übungen abhielten. Bei Kaiserbesuchen wurde die Anlage vermutlich auch für öffentliche Veranstaltungen und Ansprachen des Herrschers genutzt, weil es keine andere ähnlich große Anlage in der Stadt gab, die man dafür hätte nutzen können.

## Umbau zur Festung und Wiederentdeckung

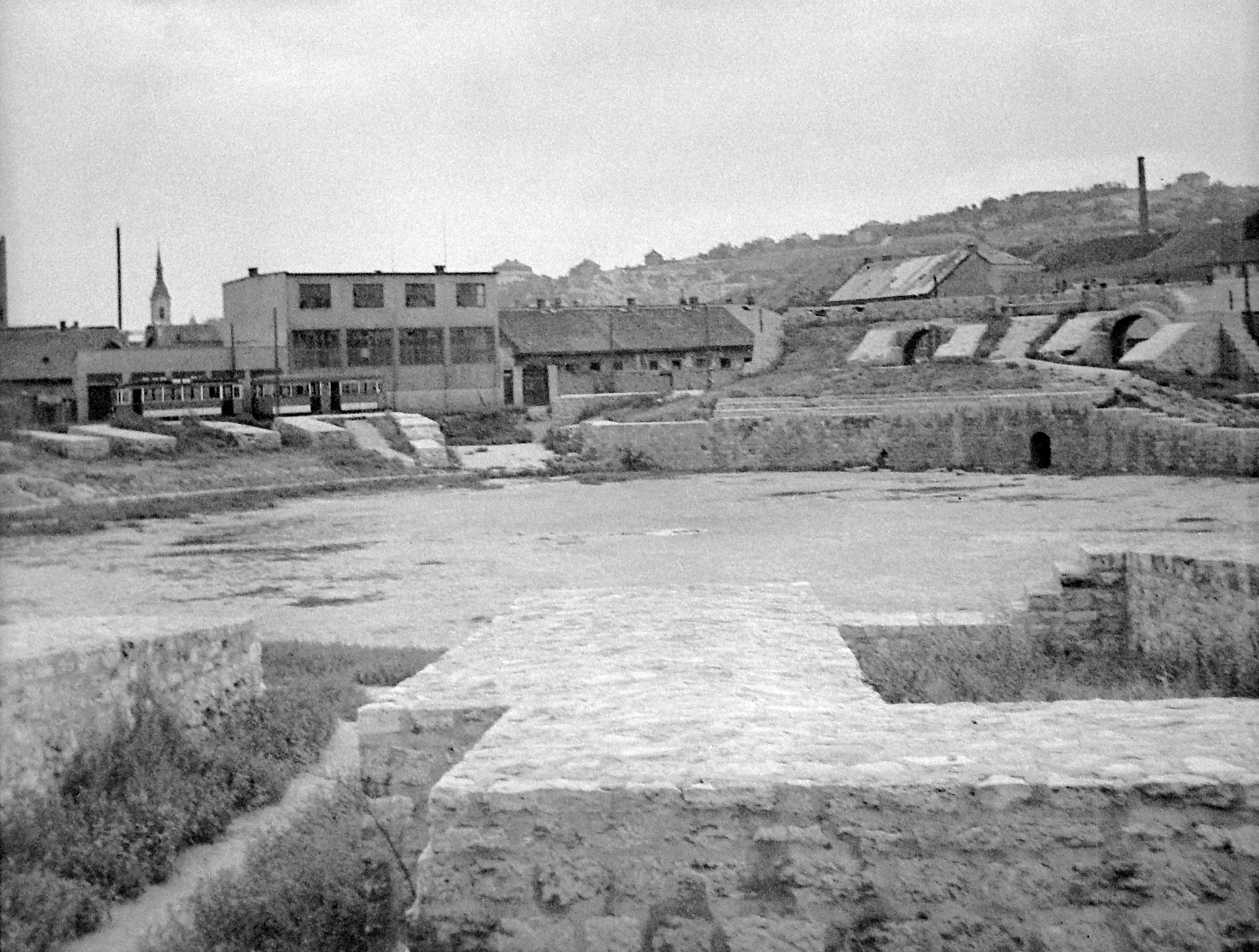
Ruine des Amphitheaters im Jahr 1949, kurz nach der Freilegung

Im 5. Jahrhundert wurde das Amphitheater umgenutzt und zur Festung ausgebaut, weil es strategisch gut an einer Hauptverkehrsstraße gelegen war. Die Tribünenaufgänge wurden dafür zugemauert. Die Völker, die sich in den folgenden Jahrhunderten in Ungarn niederließen bzw. dort durchzogen (Heruler, Langobarden, Awaren), nutzten diese Festung auch. Aus dem 6. Jahrhundert stammt ein Silberschatz, der von Herulern oder Langobarden dort vergraben wurde. Im 7. und 8. Jahrhundert legten awarische Anwohner der Gegend nördlich des Amphitheaters Gräber an. Im 9. Jahrhundert erfolgte die Landnahme der Ungarn, die von zwei Königen angeführt wurden, einem Militärkönig (Gyula) und einem Sakralkönig (Kende). Der magyarische Sakralkönig Kursan († 904) wählte als Residenz den Bereich des früheren Aquincum, und zwar eine Anlage, die in den mittelalterlichen Quellen als „Kursans Burg“ bezeichnet wird. Es spricht einiges dafür, dass damit das alte Militäramphitheater gemeint ist.
Im 18. Jahrhundert diente der Ort als Hinrichtungsstelle und hieß Galgenberg, anschließend wurden Arbeiterhäuser dort errichtet. Als antike Anlage wiedererkannt wurden die Grundmauern im frühen 19. Jahrhundert. Erste Ausgrabungen fanden jedoch erst 1935 und 1940–1941 statt. 1942 erfolgte dann die Restaurierung im Rahmen des heutigen Stadtbildes. Heute ist das Militäramphitheater als Freigelände öffentlich zugänglich.